# Irena Linka
Irena Linka (Szprotawa, 5 maggio 1958) è un'ex cestista polacca.

## Carriera
Con la Polonia ha disputato i Campionati del mondo del 1983 e cinque edizioni dei Campionati europei (1976, 1978, 1980, 1981, 1983).